# Nachna
Nachna est un site archéologique du Madhya Pradesh, dans le nord de l'Inde, célèbre pour ses sanctuaires du Ve siècle, parfois désignés collectivement comme le Chaumukhnath.

## Localisation
Ce site se trouve à environ 25 km au sud-est de la petite ville de Nagod et à 100 km de Khajuraho. La gare la plus voisine se trouve à environ 20 km (par la route) au nord-est de Satna ; le pittoresque temple Gupta de Bhumara se trouve à environ 10 km au sud (à vol d'oiseau).

## Histoire
Faute de sources écrites, on ne sait rien des origines de ce site : seuls les deux vénérables temples, et les fouilles qu'on a menées alentour, laissent deviner que Nachna fut autrefois un lieu de pèlerinage considérable, qui à travers les siècles et jusqu'à aujourd'hui, a attiré d'innombrables pèlerins. Le temple dit « de Parvati » remonte à l'ère Gupta (seconde moitié du Ve siècle) ; le temple de Chaumukhnath, sanctuaire toujours très fréquenté qui est beaucoup plus connu dans la région, remonte certainement à la même époque, mais il a été reconstruit plusieurs fois au fil des siècles, de sorte qu'on ne peut le dater aussi facilement. On a retrouvé les fondations et des ornements d'autres temples d'époque Gupta.

## Les temples
Les deux principaux temples de Nachna sont voisins l'un de l'autre. Comme le temple de Chaumukhnath (qu'on peut traduire par « seigneur aux multiples visages ») est un sanctuaire consacré exclusivement au dieu Shiva, les gens du pays l'ont baptisé peu à peu le « temple de Parvati », ce qui est incorrect eu égard à la destination originelle de l'édifice, car Parvati n'a pas un seul sanctuaire en Inde : elle est toujours vénérée aux côtés de son époux Shiva, ou sous l'aspect de Kali, de Durga, de Chamunda, d’Annapurna etc. Il ne reste aucun indice d'un culte  à l'intérieur du sanctuaire, mais l'iconographie exclusivement shivaïte (Kailash, Ganas, Shiva-Pratiharas) suggère que le temple dit « de Parvati » a dû être dédié à Shiva.

### Le temple de Parvati

#### Architecture
Le « temple de Parvati », avec ses murs épais d'un bon mètre, est tourné vers l'ouest, c'est-à-dire vers le couchant ; il se dresse au sommet d'un môle haut de deux mètres, unique en son genre pour toute l'Inde : les pierres du parement extérieur ont un aspect poli, tandis que les pierres d'angle ont été intentionnellement taillées pour les rendre anguleuses et donner au visiteur l'impression d'un amoncellement de pierre, allusion transparente à la montagne sacrée de Kaïlash dans l’Himalaya, refuge de Shiva et de son épouse Parvati.
Comme pour tous les temples Gupta primitifs, les cloisons intérieures et extérieures du garbhagriha (à l'exception des baies à Jali) ne sont ni appareillées, ni sculptées. À l'origine, la cella supportait soit une petite pièce à l'étage, destinée parfois à conserver le trésor du temple, soit l'ébauche d'une tour Shikhara. Comme on peut le voir sur une photo ancienne, le toit de l'édifice était une terrasse recouverte autrefois de grandes dalles en pierre. De tels édifices à deux étages ne sont pas fréquents parmi les anciens temples (cf. temple n°45 de Sanchi ; temple de Kuraiya-Bir à Deogarh, etc.). Comme il ne comporte aucune salle à colonne (mandapa), il est tout à fait possible qu'à l'époque de sa construction, la Cella ait été entourée d'un péristyle en bois, détruit depuis longtemps.

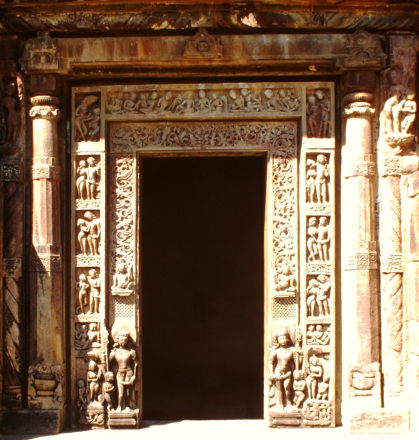
Les murs en retour de la grande entrée du temple de Parvati représentent les nymphes Ganga (en bas à gauche) et Yamouna (en bas à droite) ; elles sont surmontées d'un bas-relief représentant des couples célestes (maithuna). Au pied des montants intérieurs de la grande entrée sont représentés des gardes (pratiharas) portant les attributs de Shiva, notamment le trishula.

#### Le portail

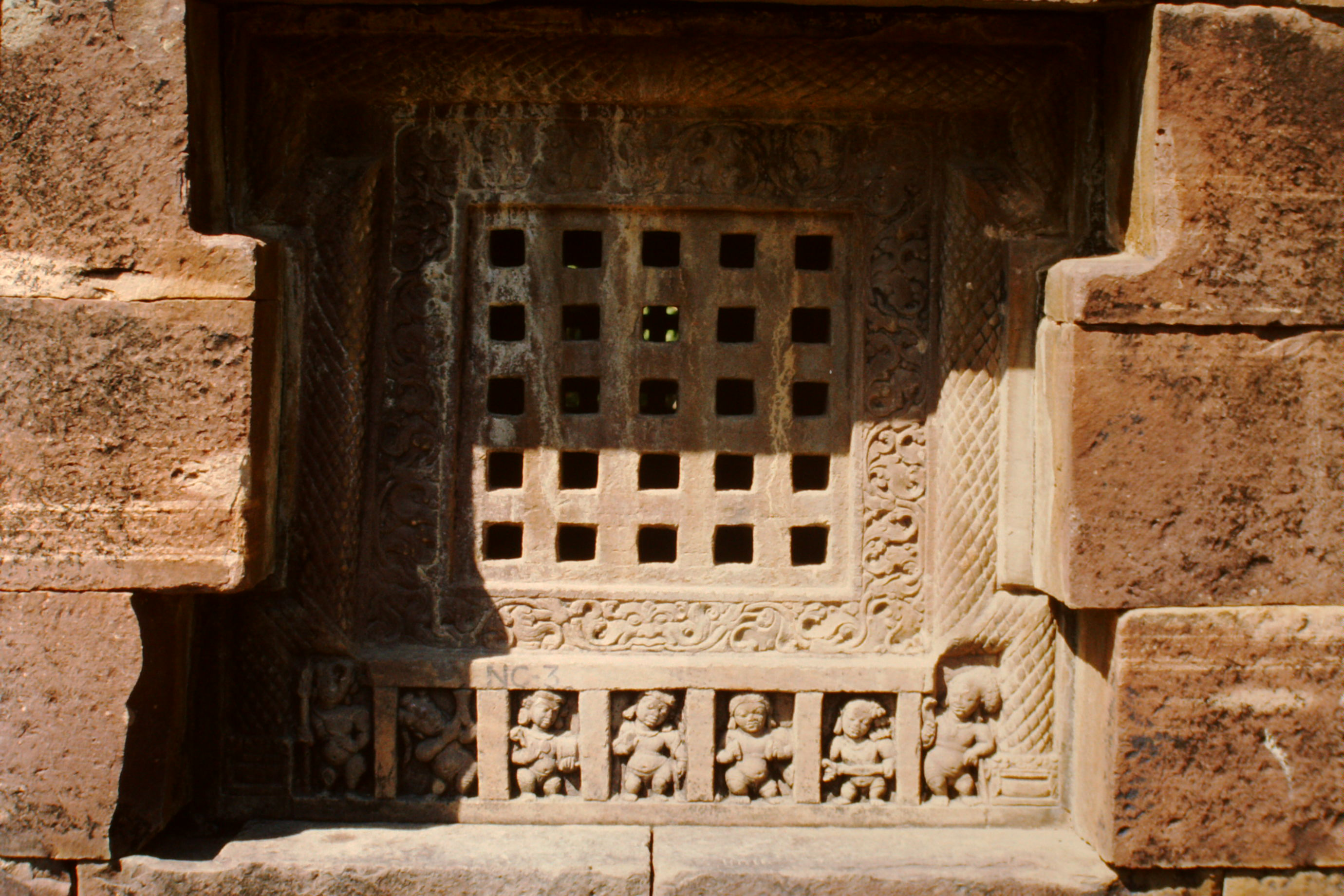
Baie Nachna – Jali du temple Parvati.

La grande entrée du temple avec ses châssis de porte, faits de colonnettes historiées de bas-reliefs reposant sur des pots (kalashas) est la mieux conservée de l'ère Gupta ; les fresques représentent des gardes dans la partie inférieure (Ganga, Yamouna et Shiva-Pratiharas), des couples célestes (maithunas etc.) entourées de rinceaux, qu'on voit aussi pousser depuis le nombril de deux nains et croître jusqu’à encadrer leurs corps. Cette porte se différencie de celles des autres temples Gupta par le fait que sa poutre console en appui sur les deux poteaux encadrant la porte (linteau) ne dépasse pas largement ceux-ci.

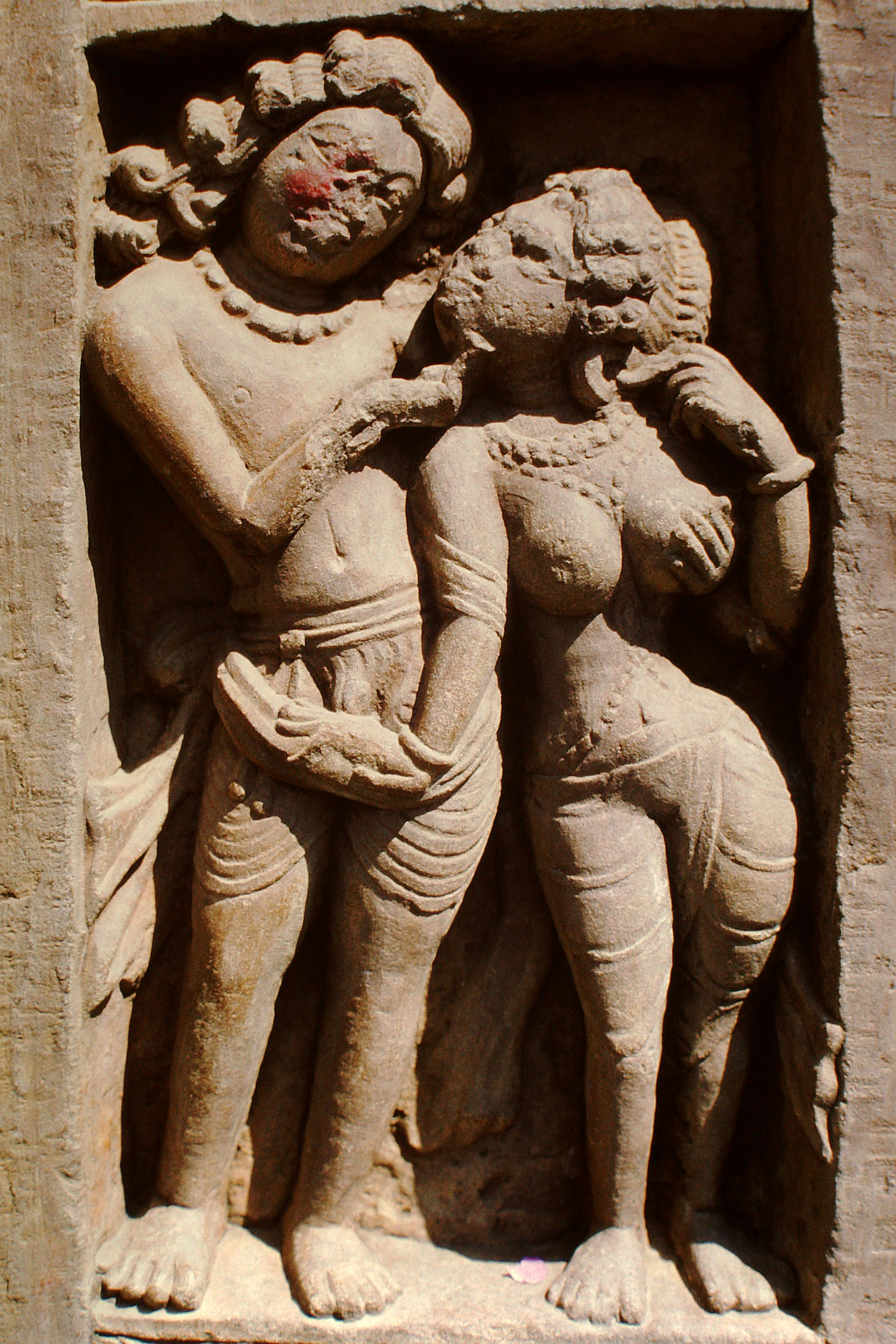
Couple céleste (maithuna ).
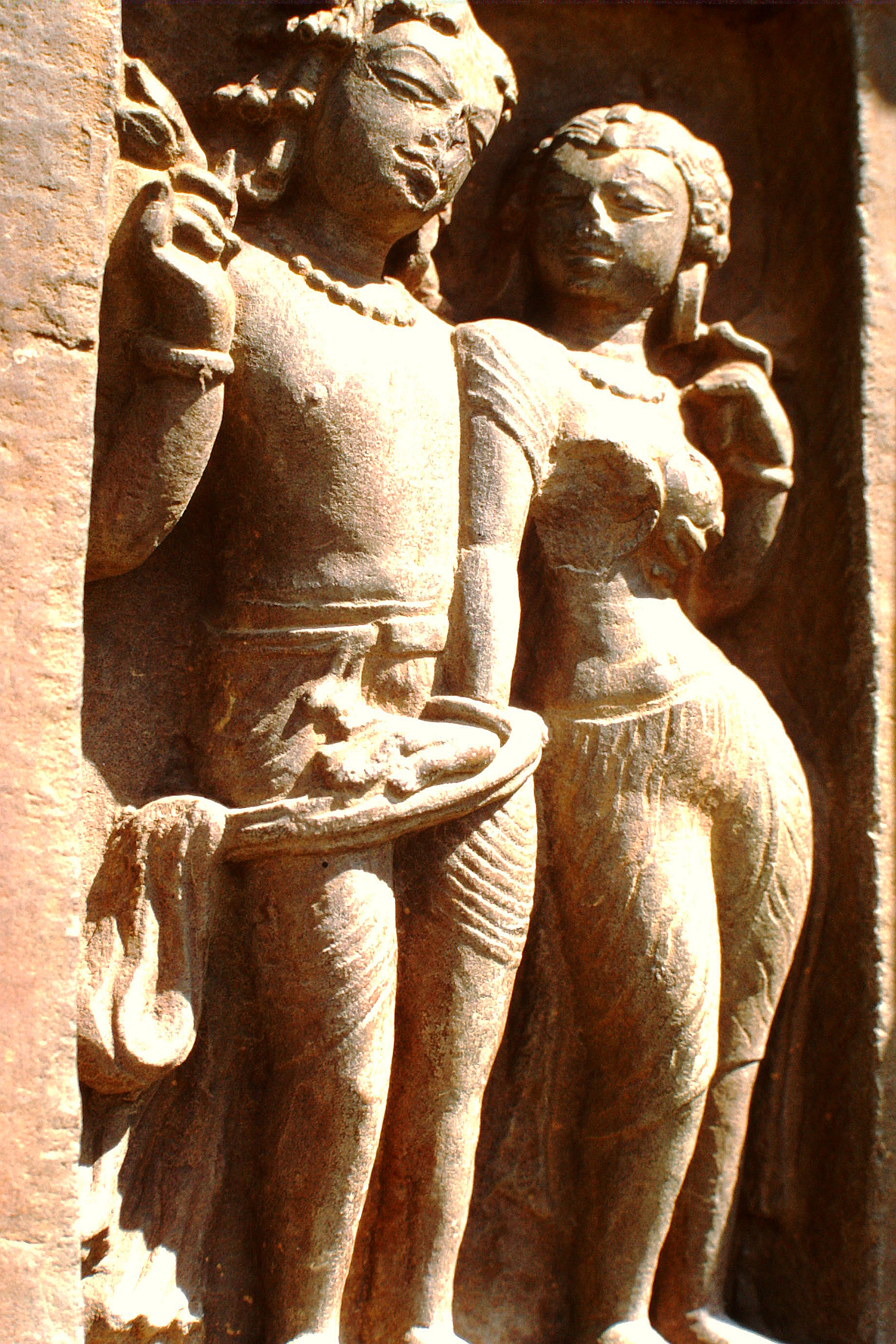
Maithuna
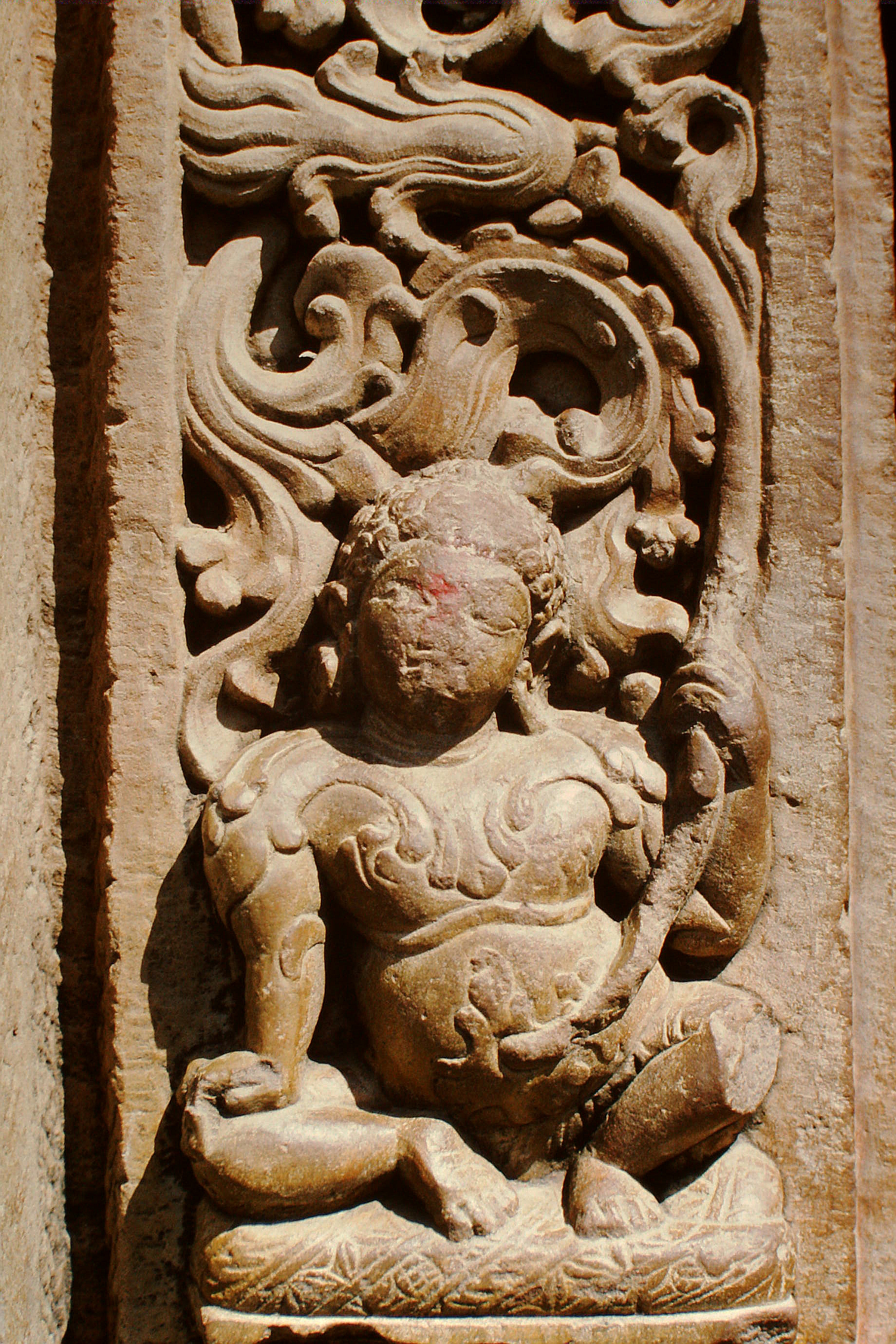
Nain aux rinceaux

#### La baie à jali
Deux des plus anciennes fenêtres ajourées (Jali) de l'Inde, encastrées dans les murs extérieurs de la cella sont ornées tantôt de ganas dansant et jouant de la flûte, tantôt d'arabesques ; elle remontent sans doute au dernier tiers du Ve siècle. On distingue par endroits dans les ruines des murs de la plateforme de petits bas-reliefs aux motifs animaliers (gazelles au galop etc.), presque entièrement effacés.

### Le temple de Chaumukhnath

#### Architecture
Que ce soit par son plan ou son profil, le temple de Chaumukhnath (ou de Chaturmukha-Mahadeva), tourné vers l'est c'est-à-dire en direction du Levant, est très semblable au temple de Parvati ; les deux temples se tournent le dos. L’histoire du temple est complexe et peu ordinaire : C'est sur une plateforme construite sans doute au (Ve siècle que sous le règne des Pratihara, dans le courant du (IXe siècle, on a construit un nouveau temple, sur lequel on a rapporté des baies de la fin du Ve siècle (sans doute celles d'un temple plus ancien). La muraille extérieure du temple est composée de plusieurs structures ; la riche ornementation du temple : ses baies à jali, ses figurines (mithunas), les niches et panneaux historiés (udgamas) rappellent tous le style Pratihara, mais elle apparaît sur différents plans, ce qui donne au temple un aspect curieux mais intéressant. La tour Shikhara, séparée (optiquement et architectoniquement parlant) des murs extérieurs du sanctuaire par une corniche, a été rapportée à une époque postérieure.

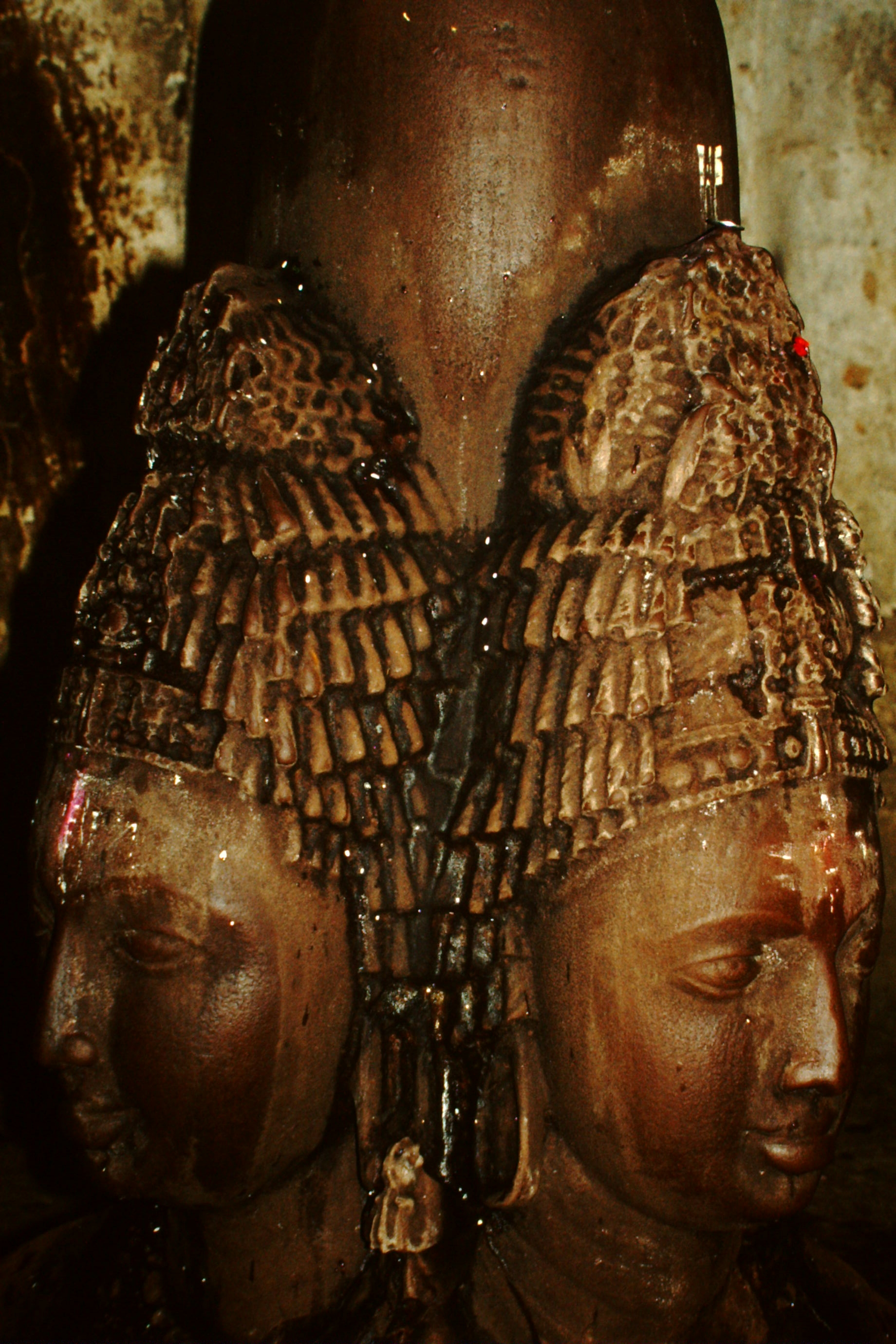
Lingam de Chaumukhnath (Nachna, VII).

#### Le lingam
Le petit sanctuaire (garbhagriha) abrite un lingam de Shiva à quatre faces (chatur-mukha-nath) d'environ un mètre de haut ; trois des faces sont très semblables et évoquent la paix ; le quatrième visage de Shiva, bouche grande ouverte, avec les ailes du nez dressées vers le haut et les yeux courroucés, représente le dieu sous son aspect terrifiant de Bhairava. Les quatre visages correspondent aux quatre états de Shiva, reflet des états du cosmos. De tels lingams sculptés sont plutôt rares en Inde, ou ne comportent qu'un seul visage (par ex. Bhumara) ; ce monument reflète sans aucun doute le souhait des commanditaires, sectateurs de Shiva, de révérer leur dieu sous forme de représentation, comme c'était depuis longtemps le cas pour le reste du panthéon indien. L'actuel lingam date vraisemblablement du VIIe siècle ; un autre lingam (peut-être le lingam d'origine du temple de Chaumukhnath du Ve siècle) a été préservé et déposé un peu à l’écart. Ces deux Lingams sont dans un excellent état de conservation, malgré (ou peut-être grâce à) la vénération que leur ont portée les brahmanes.
La contrepartie féminine du lingam, la yoni, a aussi été conservée ; c'est par elle qu'étaient acheminées à l'extérieur les offrandes des pèlerins (beurre ghi, grains de riz, eau, lait de noix de coco etc.), avec lesquelles les brahmanes enduisaient le Lingam.

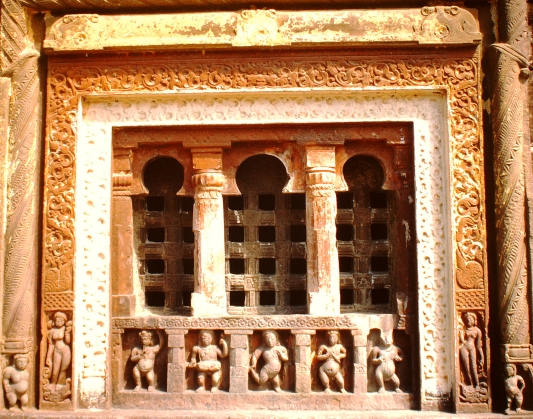
Nachna : fenêtre ajourée "jali" (Ve siècle) du temple Chaumukhnath, avec ganas dansant et jouant de la flûte, accompagnées des déesses fluviales Ganga et Yamouna

#### La baie à jali
Parmi les motifs architecturaux remarquables de ce temple, il y a trois baies à jali en pierre ; elles éclairent à peine l'intérieur du sanctuaire. Leur construction étagée et la richesse de leur ornementation est beaucoup plus sophistiquée que celle du temple de Parvati, et elles ne sont comparables qu'au faste de la grande porte de ce dernier temple.
Ces trois baies possèdent sur leur allège des bas-reliefs de ganas dansant et jouant de la flûte. Sur l'une d'elles, les déesses fluviales Ganga et Yamouna montées sur leurs vahanas respectifs, ici des monstres marins (makara) sont au bas des linteaux (shakhas), eux aussi richement décorés.

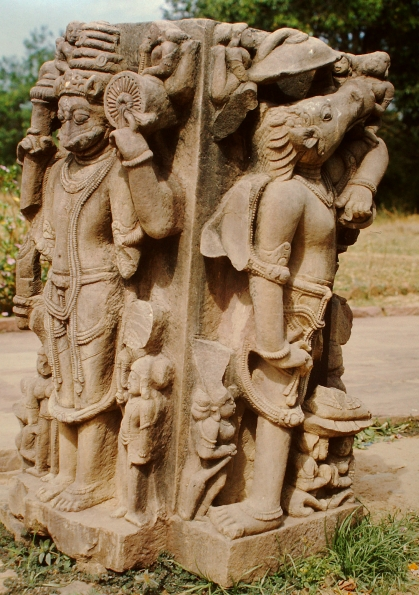
Chapiteaux avec quatre Avatars de Vishnou (ici Narasimha et Varaha)

### Autres temples
À quelque 400 m au sud du site archéologique de Nachna, il y a d'autres temples plus récents (temple de Teliya Madh, temple de Rupani), sur lesquels on a rapporté à la fin du XIXe siècle des figurines et des bas-reliefs de temples Gupta en ruine, ce qui permet de conclure qu’il y a eu beaucoup d'autres temples à Nachna sous la dynastie des Gupta.
Une fenêtre en pierre du Ve siècle avec des arcs outrepassés et plusieurs sculptures a été redressé à proximité.

## Environnement
Il y a encore beaucoup d'autres temples dans les environs de Nachna : dans un cercle d'un rayon d'une quinzaine de kilomètres, citons ceux de Pipariya, Khoh, Bhumara etc. qui tous remontent à l'ère Gupta, mais ont fait l'objet de recherches bien moins poussées ; le temple à Shiva de Bhumara, restauré en 1979, est l'un des mieux conservés, avec son gigantesque lingam.[réf. nécessaire] Le temple Gupta de Tigawa se trouve à 80 km au sud-ouest.

## Interprétation
Aujourd'hui comme hier, les temples du sanctuaire de Nachna ne jouissent que d'une ferveur régionale. Quoiqu'ils soient les plus beaux et les plus intéressants temples hindouistes (du point de vue de l'archéologie) du Nord de l'Inde, ils demeurent méconnus des touristes.

## Voir également
On peut visiter d'autres temples de l'ère Gupta :
- Temple n°17 de Sanchi
- Bhumara
- Temple des Dashâvatâra

Les ruines du stupa bouddhique de Bharhut ne se trouvent qu'à 12 km à l'est.
- (de) Cet article est partiellement ou en totalité issu de l’article de Wikipédia en allemand intitulé « Nachna » (voir la liste des auteurs).